# Pëtr Vasev
La Pëtr Vasëv (in russo Пётр Васёв?) è stata una portarinfuse sovietica, costruita in Giappone e varata come Sea Orchid.
Fu acquistata dall'Unione Sovietica nel 1984 da una compagnia liberiana, che l'aveva a sua volta precedentemente acquisita e ribattezzata Carrianna Orchid. Alle 23:12 (ora locale) del 31 agosto 1986, a circa 8 miglia dal porto di Novorossijsk e 2,5 dalla costa, entrò in collisione con la nave passeggeri Admiral Nachimov (in russo Адмирал Нахимов) che affondò in pochissimo tempo. Morirono 423 persone.

## L'incidente con l'Admiral Nachimov
Alle 14:00 del 31 agosto 1986, il piroscafo Admiral Nachimov attraccò all'ormeggio 34 del porto di Novorossijsk, da cui sarebbe salpato alle 22:10 con 897 passeggeri e 346 membri dell'equipaggio e addetti, per un totale di 1 243 persone a bordo (versione ufficiale in base al libro di bordo e al numero di voucher venduti); tra i passeggeri vi era, inoltre, anche il generale del KGB di Odessa, Aleksej Krikunov, con famiglia al seguito.
La nave, guidata dal comandante Vadim Markov, fu trainata fuori darsena da due rimorchiatori e alle 20:25 uscì dal porto procedendo a una velocità di crociera di 6 nodi. Markov venne avvisato via radio dalla capitaneria di porto che nel golfo stava per giungere da ovest il cargo Pëtr Vasëv, proveniente dal Bosforo e in rotta di navigazione dal Canada al porto di Novorossijsk e in procinto di entrare nel golfo di Zemes. La Pëtr Vasëv, di costruzione giapponese, completamente carica di avena e di orzo, seguiva la rotta di 36°, naviga alla velocità di 12 nodi ed è agli ordini del comandante Viktor Tkačenko.
Alle 20:30 Markov riceve un secondo avviso radio dalla capitaneria di porto:
Il piroscafo in quel momento seguiva la rotta di 156° a 9 nodi di velocità in aumento. Venne quindi contattato (sempre via radio VHF) il comandante Tkačenko:
cui seguì la risposta:
Subito dopo seguì un'altra comunicazione radio tra Tkačenko e Markov in cui si sarebbero messi d'accordo su come far incrociare le due navi. Dopo aver chiuso la comunicazione radio, il comandante Markov alle 22:47 mutò la rotta da 155° a 160° e fece aumentare la velocità della nave a 10 nodi, affidando il comando al suo secondo Aleksandr Čudnovskij e ritirandosi nella propria cabina.

Il comandante Tkačenko controllò il rilevamento della bussola, che non prevedeva rotta di collisione e non mutava i parametri di navigazione, mentre il Pëtr Vasëv proseguiva a una rotta di 36º e una velocità di 12 nodi. Con queste rotte le due navi si sarebbero dovute incrociare a babordo. Dalla plancia del Nachimov, l'ufficiale in seconda Aleksandr Čudnovskij vide avvicinarsi il portarinfuse e alle 23:00 riportò la rotta a 155°, dopo sette minuti a 150° e dopo altri 2 minuti a 140°, per poi gridare qualche istante più tardi: «Tutta a babordo».

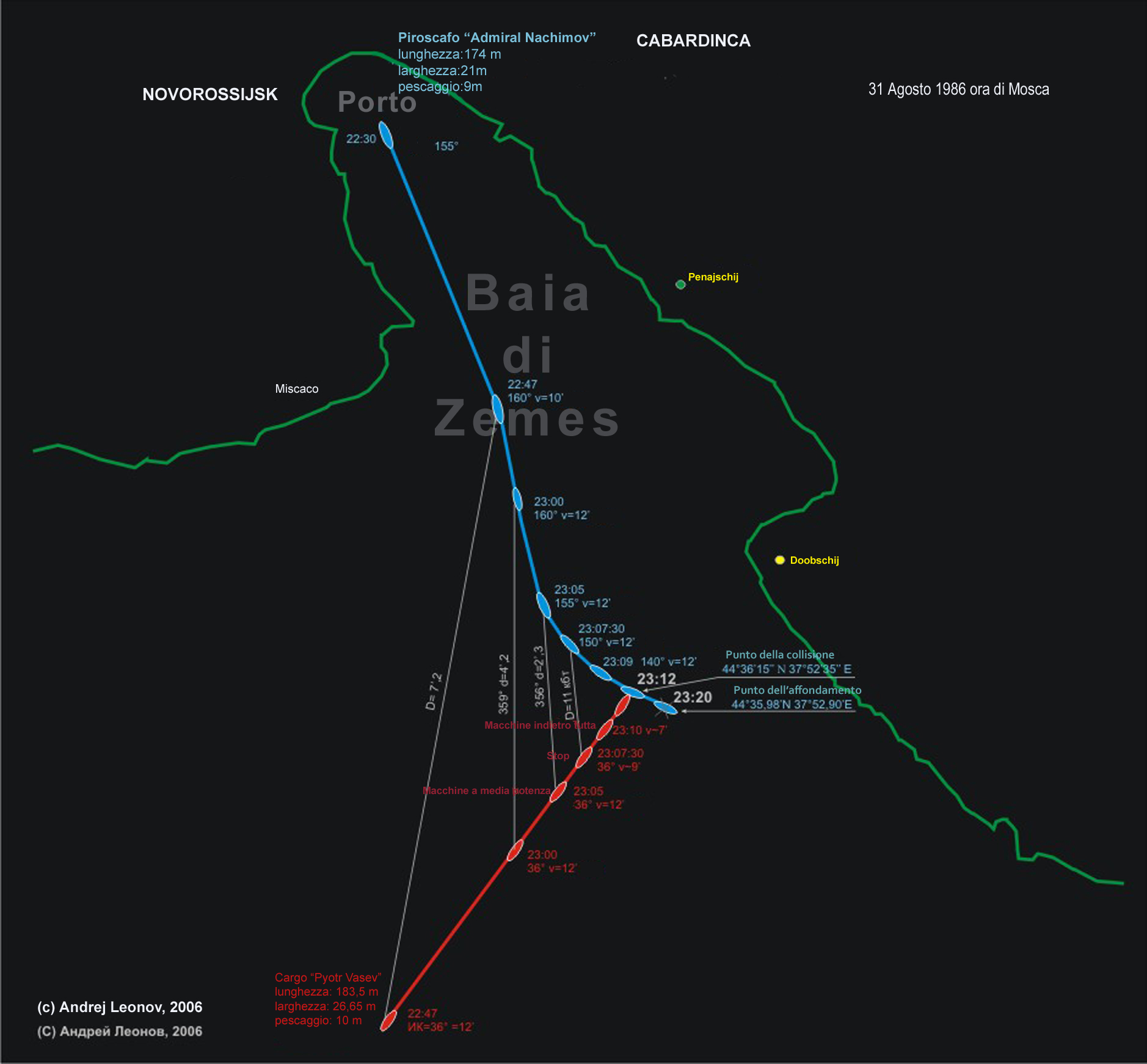
Dinamica della collisione

 La collisione è inevitabile: alle 23:12, il Pëtr Vasëv, pur con i motori indietro tutta ma con un abbrivo di 5 nodi, sfondò con la sua prua la fiancata di dritta del Nachimov, tra la sala caldaie e la sala macchine sino ai ponti superiori, che navigava alla velocità di 12 nodi. Immediatamente il piroscafo iniziò a inclinarsi a dritta e avvenne il black out, per cui fu avviato il generatore di corrente ausiliario ma la tensione elettrica tornò solo per poche decine di secondi. Markov risalì sul ponte di comando ma non poté lanciare il mayday tantomeno usare l'interfono di bordo per dare l'ordine di abbandonare la nave, quindi impartì a voce l'ordine di ammainare le lance di salvataggio ma non ci fu più tempo. Alle 23:20 il piroscafo Admiral Nachimov si inabissò a 49 metri di profondità. 44°36′15″N 37°52′35″E
Circa 1 000 persone finirono in mare, molte delle quali prive dei giubbotti di salvataggio e quasi subito sono costrette a nuotare nell'olio combustibile che fuoriusciva dal piroscafo Nachimov. Il cargo, nonostante la prua e il bulbo danneggiati, non perse ermeticità e governabilità e, con i motori al minimo, si avvicinò al punto dell'affondamento per dare soccorso ai superstiti; soltanto 40 minuti più tardi il comandante Tkačenko riferirà via radio alla capitaneria del porto di Novorossijsk dell'avvenuto affondamento. Fortunatamente la capitaneria di porto aveva già ricevuto l'allarme dal comandante della pilotina LK 90, la quale andava incontro al Pëtr Vasëv, proprio per le fasi d'attracco.

## Storia successiva della nave
Dopo essere stata riparata presso i cantieri navali di Il'ičëvsk in (Ucraina), alla fine del 1986 la nave riprese il servizio di navigazione con un altro comandante e un altro nome:
| IMO     | Nome             | Bandiera         | Periodo   | Compagnia di navigazione   |
| ------- | ---------------- | ---------------- | --------- | -------------------------- |
| 7932599 | Sea Orchid       | Giappone         | 1981-1984 | ?                          |
| 7932599 | Carrianna Orchid | Liberia          | 1984-1985 | ?                          |
| 7932599 | Pëtr Vasëv       | Unione Sovietica | 1985-1986 | Sovtorgflot                |
| 7932599 | Podolsk          | URSS-Ucraina     | 1986-1995 | Odessa Shipping Company    |
| 7932599 | Langeron         | Ucraina          | 1995-1999 | Odessa Shipping Company    |
| 7932599 | An An            | Malta            | 2000-2003 | Anan Shipping              |
| 7932599 | Myroessa         | Malta            | 2003-2006 | Ambros Maritime            |
| 7932599 | Orbit            | Belize           | 2006-2010 | Marathon Marine Enterprise |
| 7932599 | Jiajiaxin 1      | Panama           | 2010-2012 | Jiajiaxin Shipping Co Ltd  |